# Bärbel Struppert
Bärbel Sturppert (Jena, 26 settembre 1950) è un'ex velocista tedesca, attiva negli anni settanta.

## Palmarès
| Anno | Manifestazione | Sede              | Evento  | Risultato | Prestazione | Note |
| ---- | -------------- | ----------------- | ------- | --------- | ----------- | ---- |
| 1972 | Olimpiadi      | Monaco di Baviera | 4×100 m | Argento   | 42"95       |      |

## Altre competizioni internazionali
1970
- Coppa Europa di atletica leggera ( Budapest)